# Lidträsket, Västerbotten
Lidträsket är en sjö i Skellefteå kommun i Västerbotten och ingår i Byskeälvens huvudavrinningsområde. Sjön har en area på 0,547 kvadratkilometer och ligger 207 meter över havet. Lidträsket ligger i Byskeälven Natura 2000-område. Sjön avvattnas av vattendraget Tvärån. Vid provfiske har abborre, gädda och öring fångats i sjön.

## Delavrinningsområde
Lidträsket ingår i det delavrinningsområde (722011-173059) som SMHI kallar för Utloppet av Lidträsket. Medelhöjden är 235 meter över havet och ytan är 4,83 kvadratkilometer. Det finns inga avrinningsområden uppströms utan avrinningsområdet är högsta punkten. Tvärån som avvattnar avrinningsområdet har biflödesordning 3, vilket innebär att vattnet flödar genom totalt 3 vattendrag innan det når havet efter 37 kilometer. Avrinningsområdet består mestadels av skog (81 procent). Avrinningsområdet har 0,55 kvadratkilometer vattenytor vilket ger det en sjöprocent på 11,3 procent.